# Tuha Gampong Gajah
Tuha Gampong Gajah is een bestuurslaag in het regentschap Pidie van de provincie Atjeh, Indonesië. Tuha Gampong Gajah telt 370 inwoners (volkstelling 2010).